# 斗门镇
斗门镇是中国广东省珠海市斗门区下辖的一个镇，位于斗门区的西北部，黃楊河的西岸，乾務鎮和井岸鎮以北。全镇总面积105平方公里，下辖1个社区、10个村。常住人口5.5万人，其中户籍人口4.1万人，流动人口1.3万人。镇内有御温泉渡假村、黄杨山、新金台寺、赵氏菉猗祠等旅游景点。2019年被评为中国文化百强镇。

## 行政區劃
现辖：
斗门社区、大赤坎村、小赤坎村、上洲村、下洲村、新乡村、斗门村、南门村、八甲村、小濠冲村、大濠冲村和龙山工业区。

## 旅游
為促進區內觀光事業，2007年，由珠海市斗門區政協、區委宣傳部、區旅遊局及區文化廣電新聞出版局等機構舉辦了名為「斗門八景」的評選活動。在18個候選的景點中，斗門鎮已經佔了9個，而最後更有6個得到獲選。
獲選為「斗門八景」的景點有：
- 御温泉渡假村 (下洲村，泉眼为下洲村所有，租借给予御温泉

)
- 赵氏菉猗祠 (南門村)
- 黄杨山 (八甲村)
- 新金台寺 (八甲村)
- 斗門古街 (斗門墟)
- 接霞莊(又稱「赵家庄园」或「新圍」，南門村)

其他景點：
- 斜排古屋 (排山村)
- 小濠涌黨史教育基地 (小濠涌村)
- 恒豐娛樂城 (排山村)
- 张世杰墓 (八甲村)
- 野趣園[1] (八甲村)

另外，在御温泉渡假村所在的御温泉路附近，還有草莓場和龍蝦養殖場。

## 交通
- 公交：609路、K4路來往珠海市区及御温泉渡假村。
- 另外，御温泉渡假村亦有旅遊巴從九洲港及拱北口岸接載住客前往渡假村。
- 距離斗門港約30分鐘車程，離九洲港約90分鐘車程。

## 特色土產
- 肉[4]
- 黄杨山矿泉水

## 教育
現時鎮內有8所小學和3所中學，當中以位於斗門墟和風中街的和風中學的歷史最為悠久，有接近250年歷史，而且也有很多僑鄉畢業生。

## 名人
- 鄺美雲，小濠涌人，香港珠寶商，1982年香港小姐亞軍。[8]
- 賴偉真，水房賴父親，13年逝世
- 賴東生，外號水房賴，白蕉鎮賴家村人
- 賴初偉，外號水房偉，水房賴弟弟
- 賴百齡，水房賴兒子